# Селовец
Селовец (на словенски: Selovec) е село в Словения, Корошки регион, община Дравоград. Според Националната статистическа служба на Република Словения през 2015 г. селото има 481 жители.